# کابوس (فیلم ۱۹۴۲)
«کابوس» (انگلیسی: Nightmare (1942 film)) فیلمی در ژانر مرموز است که در سال ۱۹۴۲ منتشر شد. از بازیگران آن می‌توان به دیانا باریمور، برایان دانلوی، هنری دانیل، و ایان ولف اشاره کرد.